# 副島惠文
副島惠文（日语：ソエジマ ヤスフミ、1971年3月13日—），是日本長崎縣佐世保市出身的CGI導演、動畫監督。

## 人物
武藏野美術大学畢業。經SEGA、GONZO公司，現為david production所属。對外主要採同音化名（常譯作「副島康文」）活動，偶爾或在正式場合才會使用原名。
曾於2009年受邀至中國大陸廣州進行交流指導，並參觀製作《喜羊羊與灰太狼》的原創動力公司。

## 參加作品

### 電視動畫
- 終極幻想世界（FF:U ファイナルファンタジー：アンリミテッド，2001年：3D指導、後期片尾動畫（平面設計））
- GAD GUARD（2003年：3DCGI） ※
- 最後流亡（LAST EXILE，2003年：3D指導）
- The Animatrix「The Second Renaissance」（2003年：CGI） ※「Yasufumi Soejima」，STUDIO 4℃官網表記[3]
- 巖窟王（巌窟王，2004年：數位指導）
- 七武士（SAMURAI 7，2004年：3D指導） ※
- 甲賀忍法帖（バジリスク ～甲賀忍法帖～，2005年：ED演出） ※
- Ani*Kuri15「假面火男」（アニ*クリ15「火男（ヒョットコ）」，2007年：原案、設計、監督、作詞（共同制作））
- 鋼鐵新娘（ケメコデラックス！，2008年：3D、CGI）
- 戰鬥司書（戦う司書 The Book of Bantorra，2009年：3D指導）
- 天堂餐館（リストランテ・パラディーゾ，2009年：美術指導）
- 靈異E接觸（レベルE，2011年：視覺概念、3D指導／第4話分鏡、演出）
- 最後流亡-銀翼的飛夢-（ラストエグザイル-銀翼のファム-，2011年：演出、片頭指導）
- 便·當（ベン・トー，2011年：演出、2D繪圖）
- 妖狐×僕SS（妖狐×僕SS，2012年：OP分鏡、演出）
- JoJo的奇妙冒險（ジョジョの奇妙な冒険，2012-2013年：視覺指導、美術設定、原画／ED分鏡、演出）
- 狗與剪刀必有用（犬とハサミは使いよう，2013年：OP分鏡、演出）
- 超次元戰記 戰機少女（超次元ゲイム ネプテューヌ，2013年：演出）
- JoJo的奇妙冒險 星塵鬥士（ジョジョの奇妙な冒険 スターダストクルセイダース，2014年：美術設定、3D模型、CGI、分鏡、演出／ED1分鏡、演出）
- 少年好萊塢 -HOLLY STAGE FOR 49-（少年ハリウッド -HOLLY STAGE FOR 49-，2014年：ED動畫）
- JoJo的奇妙冒險 星塵鬥士 埃及篇 （ジョジョの奇妙な冒険 スターダストクルセイダース エジプト編，2015年：分鏡、演出／ED分鏡、演出、色指定）
- JoJo的奇妙冒險 不滅鑽石（ジョジョの奇妙な冒険 ダイヤモンドは砕けない，2016年：分鏡、演出／OP2&ED分鏡、演出、3DCGI／OP3分鏡、演出）
- 重啟咲良田（2017年：演出）
- 工作細胞（2018年：演出）
- 搖滾樂是淑女的嗜好（2025年：分镜）

### OVA
- 戰鬥妖精雪風（戦闘妖精雪風，2002-2005年：OP動畫演出） ※
- 殼中少女（マルドゥック・スクランブル，2006年：監督） ※初監督，制作中止
- FREEDOM（2006年：CGI、概念、設計工作）
- 萬花筒之星 妙啊！妙！（カレイドスター ぐっどだよ！ ぐぅーっど！，2006年：監督）
- 撲殺天使朵庫蘿2（撲殺天使ドクロちゃん2，2007年：第3話3D攝影）

### 電影
- 銀髮阿基德（銀色の髪のアギト，2006年：3DCG指導）
- 古城荊棘王（いばらの王 -KINGofTHORN-，2010年：螢幕圖形）

### 網路動畫
- 變種危機（i-wish you were here-，2001年：3D指導）

### 遊戲
- 鋼鐵少年（リモートコントロールダンディ，1999年：美術指導） ※
- 無限航路（無限航路，2009年：動畫監督）

### MV
- Perfume「Polyrhythm」（Perfume「ポリリズム」，2007年：監督）
- Perfume「love the world」（2008年：監督）
- Kei Kohara+LIFE「Get Wild」（2008年：監督）
- 夢劇院「Forsaken」（ドリーム・シアター「フォーセイクン」，2008年：監督）

### 其它
- Peaceful Times(F02)petit film（2013年：3DCGI/VFX）

## 外部連結
- http://blogs.yahoo.co.jp/ys19710313 （页面存档备份，存于）